# Callipogonius
Callipogonius – rodzaj chrząszczy z rodziny kózkowatych i podrodziny zgrzypikowych.

## Zasięg występowania
Przedstawiciele tego rodzaju występują w Ameryce Południowej i Północnej od płd. USA na płn. po Paragwaj na płd..

## Systematyka
Do Callipogonius należą 3 gatunki:
- Callipogonius cornutus
- Callipogonius exoticus
- Callipogonius hircinus